# Acanthomysis thailandica
Acanthomysis thailandica är en kräftdjursart som beskrevs av Murano 1986. Acanthomysis thailandica ingår i släktet Acanthomysis och familjen Mysidae. Inga underarter finns listade i Catalogue of Life.